# Гай Юлий Юл (консул 447 года до н. э.)
Гай Юлий Юл (лат. Gaius Iulius Iulus; V век до н. э.) — римский политический деятель из патрицианского рода Юлиев, консул 447, 435 и 434 годов до н. э. Капитолийские фасты называют его сыном консула 482 года до н. э. и децемвира того же имени.
Коллегой Гая Юлия по первому консульству стал Марк Геганий Мацерин. По данным Тита Ливия, совместно консулы старались сохранять мир между плебеями и патрициями, не становясь на чью-либо сторону.
В 435 году до н. э. коллегой Гая Юлия был Луций Вергиний Трикост. Для войны с Фиденами в этот год назначили диктатора. Оба консула были переизбраны на следующий год, но при получении известий о том, что этруски, устрашённые падением Фиден, пытаются объединиться против Рима, сенат снова назначил диктатора.